# Sant Martí de Terradelles
Sant Martí de Terradelles és una església romànica del poble de Terradelles (municipi de Vilademuls, Pla de l'Estany) inclosa a l'Inventari del Patrimoni Arquitectònic de Catalunya.

## Descripció
Edifici religiós de planta rectangular, amb coberta de teula a dues vessants. Les parets portants són de carreus irregulars i maçoneria. A les cantonades i emmarcant les obertures hi ha carreus ben tallats. Interiorment s'estructura en una nau amb capelles lateral. La porta d'accés és emmarcada per petites dovelles i està situada en una façana lateral. Sobre l'entrada hi ha la torre campanar, de planta quadrada, obertures d'arc de mig punt a la part superior i coberta piramidal. L'accés al campanar er realitza des de l'exterior.

## Història
És l'església parroquial del nucli de Terradelles, al municipi de Vilademuls, i està dedicada a Sant Martí de Tours.
Es tenen notícies de l'església al segle xiii (1279).
L'any 1950 es va construir el retaule de l'altar major amb guix de plafó.